# Това Берлінські
Това Берлінські (івр. טובה ברלינסקי; Квітень 1915 — 16 січня 2022) — ізраїльська художниця польського походження, що стала членом спільноти художників Єрусалиму.

## Життя і кар'єра
Берлінські народилася в Освенцимі як Густа Вольф, дочка хасида, власника меблевого магазину Самуеля Вольфа, і Гізели, уродженої Горовиць. Вона була старшою з шести братів і сестер.
Вона познайомилася зі своїм чоловіком Елайджею завдяки своїй діяльності в сіоністському молодіжному русі. Через десять днів після весілля в 1938 році вони залишили Польщу і вирушили в тодішню Палестину, щоб приєднатися до піонерів, які працювали над створенням Ізраїлю. Вони приїхали як нелегальні іммігранти, уникаючи британської влади, яка в той час обмежувала єврейську імміграцію. Художниця підтримувала зв'язок зі своєю сім'єю в Польщі до тих пір, поки була можливість відправляти листи. Під час Другої світової війни її сім'я в Польщі загинула в Аушвіц ІІ Біркенау.
Спочатку вона була захоплена театром. Вона почала малювати у віці 38 років. З 1953 по 1957 рік вона вчилася в Академії мистецтв Бецалель в Єрусалимі, а потім також у Парижі під керівництвом Андре лоте і Анрі Гетца, де залишалася в колі абстрактного експресіонізму. До 1952 року вона мешкала в Тель-Авіві. Потім вона прожила і працювала в Єрусалимі. У 1963 році вона отримала Єрусалимську премію, а в 2000 році отримала премію Мордехая Іш-Шалома за життєві досягнення і значний внесок у розвиток мистецтва.
З 1965 по 1984 рік вона викладала в популярному університеті Бейт-Хаам-Бецалель. Вона також проводила приватні уроки у своїй власній студії. У 1974 році вона приєдналася до групи Аклім. З 1982 по 1984 рік вона була членом групи Радіус.
У 1984 році, вперше після від'їзду з Польщі, художниця відвідала своє рідне місто Освенцим. Пізніше вона багато разів поверталася в місто, відмовляючись асоціювати місто виключно в світлі історії існуючого тут концентраційного табору і бажаючи підкреслити важливість своїх спогадів про щасливе дитинство в цьому місті.
Берлінські померла в Єрусалимі 16 січня 2022 року у віці 106 років.

## Робота
Спочатку картини Берлінські були сповнені світла і фарб. У ранній період своєї творчості художниця була зачарована барвистими дитячими малюнками, пізніше вона створювала барвисті абстракції і пейзажі. Згодом у творчості художниці з'явилися фігуративні мотиви.
Її картини 1960-х і 1970-х років демонструють вплив минулого в Освенцімі, який художниця запам'ятала як прекрасне місто і як спогад про ідилічний пейзаж свого дитинства. Ці картини являють собою абстрактний стиль з контрастними кольорами і затемненими лініями. На картинах цього періоду також є розмиті фігури, які вказують на членів сім'ї, загиблих під час Голокосту. Однак тільки в 1970-х роках художниці почала безпосередньо займатися проблемою Голокосту. Її картини ставали дедалі більш абстрактними, і в них з'являлися великі області кольору. У 1970-х роках кольори стали більш помірними і монохромними, але плями кольору росли і поширювалися по всій поверхні картини. Берлінські часто малювала закриті вікна та види, видимі через закриті віконниці.
Пізніші ізраїльські пейзажі з високими кипарисами і скелями викликають враження строгості і порожнечі. Порожні стільці представлені в мінімалістських натюрмортах. На портретах члени сім'ї з'являються з розмитими і бляклими рисами або особами, які перетворюються в геометричні візерунки — це відображення втрати зображуваного. Пізніше головним мотивом картин Берлінські стали темні, часто чорні квіти, присвячені батькам, братам і сестрам, які загинули в Освенцимі.
Берлінські виставляла свої роботи, зокрема, в Ізраїлі, Великобританії, Сполучених Штатах, і Нідерландах. У січні 2006 року, вперше в Польщі, її роботи були представлені на виставці під назвою «Про любов і смерть» в Муніципальній галереї Арсенал у Познані. У тому ж році вони також були представлені в єврейському центрі Аушвіц в Освенцімі і в центрі єврейської культури в Кракові.
У 2006 році Берлінські пожертвувала одну зі своїх робіт музею Освенцима-Біркенау. Це зображення без назви самотньої сірої квітки в скляній вазі. Композиція розміром 100 х 70 см в сірих і чорних тонах виконана на папері в змішаній техніці. Рік по тому художниця пожертвувала дві картини в колекцію єврейського центру Аушвіц в Освенцимі.

### Зібрані особисті виставки
- 1967 — Художня галерея Чемеринського, Тель-Авів;
- 1975 — Пастель 1975, галерея Дебель, Єрусалим;
- 1976 — Галерея Дебель, Єрусалим;
- 1991 — Пастель на папері, Галерея Сари Леві, Тель-Авів;
- 1992 — картини маслом, Єрусалим;
- 1995 — «Чорні квіти», Музей Ізраїлю, Єрусалим;
- 1995 — Художній музей Герцелії, Герцелія;
- 1999 — Галерея Artspace, Єрусалим;
- 2002 – малюнки та картини маслом, Єрусалим[8].